# 岩田由貴
岩田 由貴（いわた ゆき）は、日本の女性声優。主にアダルトゲームに声をあてている。

## 出演

### アダルトゲーム
1999年
- アルバムの中の微笑み（長篠宮椿）
- Campus 〜桜の舞う中で〜（柊真由美）
- しちゅえ〜しょん2（カレン、ギルド）
- DEEP（小森美緒）
- Trouble Travel（夏子）
- P.S.2〜真実の扉〜（唯）
- 連鎖 〜裏切りの鎖〜（成田麻衣、鈴鹿美里）

2000年
- Elise〜エリーゼ〜（沢木香織）
- ELYSION 〜永遠のサンクチュアリ〜（マリア・パドリーノ）
- せんぱい（穂村さつき、八姫七海）
- とらいあんぐるハート3 〜Sweet Songs Forever〜（月村忍）
- 夏色のエプロン（朝倉泉）
- P.S.3〜ハーレムナイト〜（唯）
- プリズム・ハート（プリンセア）

2001年
- 逸脱（逸見ゆりあ）
- 犠妹 〜背徳の契り〜（若尾悠奈）
- 犠母妹 〜背徳の宴〜（若尾悠奈）
- 逆吊 〜吊より〜（東丸彩）
- DEEP Fantasy（シェリル・デア・シュレサリア）
- とらいあんぐるハート3 リリカルおもちゃ箱（月村忍）

2002年
- 兄嫁（常磐美沙、豊岡千秋）
- ANGEL・CORE（オノマ）
- コミックカフェ（西條久美）
- サイキッカー美々（日下部明音）
- 弱肉 〜Jaku-Niku〜（神野由真）
- じゅえる☆まとりくす（リオン）
- 密月 -Secret Moon-（セレスティア）
- DEEP2（鈴井遥）
- とらいあんぐるハート1・2・3 DVD EDITION（月村忍）
- ぱにっく!!けろけろ王国（花結紫萌、フォルモーサ）
- Milkyway2（沢木祐美、沢木万里江）
- モルダヴァイト（ステラ＝アリスタ）
- ヤミと帽子と本の旅人（東葉月）
- 結い橋（高月琳）
- 忘レナ草 〜Forget-me-Not〜（東堂真綾）

2003年
- 青CAN de 3P!?（野中知世）
- 淫獄聖女学園（工藤晶）
- Infantaria XP（コリン＝アルネイル）
- 犠母姉妹（明石由梨）
- 犠母姉妹SLG（明石由梨）
- 犠母姉妹DVD特別版（明石由梨）
- 真・兄嫁（常盤美沙、豊岡千秋）
- STRAY SHEEP 恥辱の懺悔室（小笠原レイナ）
- 性徴日記 〜お兄ちゃんと呼ばせたい!〜（今野実夏）
- 大番長 Big Bang Age（天楼久那妓）
- 月は東に日は西に 〜Operation Sanctuary〜（仁科恭子）
- 結い橋つめちゃいました!P・R・O（高月琳）

2004年
- 愛cute!キミに恋してる（桐風朋絵）
- OL姉妹（藤野彩香）
- オーガストファンBOX（仁科恭子）
- 奥さまは巫女?R 〜Pretty Fiancee〜（白倉メロディ）
- くれいどるそんぐ 〜昨日に奏でる明日の唄〜（フィアナ・ファウファウ）
- マレビト 〜そして世界は色を失う〜（永崎映美）
- 夜勤病棟・弐（手塚咲雪）

2005年
- きると（ミズキ）
- サナララ（三重野涼）
- 夜勤雀棟・弐（手塚咲雪）

2006年
- AR 〜忘れられた夏〜（松矢七菜）
- 妻みっくす（明石由梨、常盤美沙）
- PP -ピアニッシモ- 操リ人形ノ輪舞（玖藤柚芭）
- ふぁみ☆すぴ!! 〜FamiliarSpirits!!〜（リュセ・ル・チリペッパー）
- ぷりサガ! 〜ボクの妃は×××〜（エルザ＝フォルケンバウアー）

2007年
- 続・殺戮のジャンゴ -地獄の賞金首-（黒のフランコ）
- ツナガル★バングル（藤倉いつき）
- 隣り妻2 〜淫惑の閨房〜（御堂夕那）
- Figurehead（マム）
- ね〜PON?×らいPON!（夏姫）

2008年
- ツナバン▽らぶみくす（藤倉いつき）
- トナリの世界 -踏み外した淫靡な日常-（藤川雪絵）
- ねとって女神!ネオ（キューピッド）
- 闇の声ZERO（池上久美子）[1]

2009年
- さらさらささら（各務月巳、加賀見月）
- 真説 猟奇の檻 第2章（島本和子、六条むつき）
- 相姦遊戯2（白幡さくら）
- BALDRSKY Dive1 "LostMemory"（西野亜季）
- BALDRSKY Dive2 "RECORDARE"（西野亜季）
- プリ☆さら 〜ドキドキ×らぶらぶWファンディスク〜（各務月巳）

2010年
- あるぴじ学園1.5（スイートオーダー、ヨウコ）
- BALDR SKY DiveX "DREAM WORLD"（西野亜季）

2011年
- Vermilion -Bind of Blood-（ニナ・オルロック）
- White 〜blanche comme la lune〜（ブリジット）
- relations sister×sister.（赤城香織）

2012年
- 創刻のアテリアル（仙崎 美來）[2]
- サナララR（三重野 涼）[3]

### ドラマCD
- 月は東に日は西に ドラマCDシリーズ（仁科 恭子）
  - 月は東に日は西に〜groovin' white vacation〜第1巻
  - 月は東に日は西に〜groovin' white vacation〜第2巻

### OVA
- ANGEL・CORE〜天使たちの住処〜（2003年、オノマ）
- 清純看護学院 新人ナース“祐未”恥虐の看護実習 2時姦目（2003年、室田 早奈恵）[4]
- 大悪司（加賀元子）
- 夜勤病棟・弐（手塚 咲雪）
- 姉☆孕みっくす（魅奈）
- 私の知らない妻の貌（帯刀 一花）
- 魔法少女イスカ（ルクス）
- あなたの知らない看護婦（白鳥天音）
- 犠母妹（岩尾悠奈）[5]
- 椿色のプリジオーネ （蓮見茜）
- 特別病棟（篠原かなめ）

### ドラマCD
- 夜勤病棟・弐〜眩惑の堕天使〜 第一章 風間愛（2004年、手塚 咲雪）
- 夜勤病棟・弐～堕落の診断室～（2004年、手塚 咲雪）